# Winfield Township (comté de Scott, Iowa)
Winfield Township est un township du comté de Scott en Iowa, aux États-Unis,.

## Source de la traduction
- (en) Cet article est partiellement ou en totalité issu de l’article de Wikipédia en anglais intitulé « Winfield Township, Scott County, Iowa » (voir la liste des auteurs).